# Alle lieben Willy Wuff
Alle lieben Willy Wuff ist ein deutscher Fernsehfilm von Maria Theresia Wagner aus dem Jahr 1995 und der dritte Teil der Film-Reihe mit dem sprechenden Mischlingshund Willy Wuff. Der Film wurde am 5. Juni 1995 erstmals auf RTL ausgestrahlt. Hiernach folgten die Fortsetzungen Muchas gracias, Willy Wuff und Mama braucht einen Millionär 1997.

## Handlung
Mischlingshund Willy Wuff ist auf dem Weg nach München. Dazu hat er sich in einen Zug gemogelt und muss auf der Hut sein, nicht vom Zugpersonal entdeckt zu werden. In München angekommen, ist es für Willy Wuff nicht so einfach, Freunde zu finden. Im Gegenteil: Plakate und Zeitungen warnen vor Hundefängern, einer regelrechten Mafia und so richtig was zu fressen findet Willy auch nicht! Zum Glück trifft er auf Natalie Brunner, die ihm schon auf seiner Reise im Zug begegnet war und die auch weiß, dass er sprechen kann. Aber sie traut sich nur zögerlich Willy mit nach Hause zu nehmen, weil sie schon einen Hund haben. „Lord“ ist ein Barsoi von echtem Adel, aber auch genauso eingebildet. Willy muss aufpassen, dass Lord ihn nicht verrät. Bei Natalie hat er aber nichts zu befürchten, im Gegenteil, von ihr kriegt er satt zu fressen und warm hat er’s auch. Als Gegenleistung hilft Willy Natalie nicht nur bei den Hausaufgaben, sondern auch mit Dennis, einem interessanten Jungen, in Kontakt zu kommen. Das trifft allerdings auf wenig Gegenliebe seitens Natalies Eltern. Bei Lord kann Willy jedoch punkten, als der noble Hund feststellt, wie der Straßenhund auf die Hundedamen wirkt, und Willy ihm diesbezüglich ein wenig Nachhilfe gibt. Bei ihrem Ausflug in den Parkt wird Lord von den Hundefängern erwischt.
Auf der Suche nach seinem Lord entdeckt Natalies Vater Willy und besteht darauf, dass dieser „verlauste Flokatie“ umgehend verschwindet. Natalie ist darüber so enttäuscht, dass sie gleich mit das Haus verlässt und sich zu Dennis flüchtet. Gemeinsam machen sie sich auf die Suche nach Lord, haben aber keinen rechten Erfolg. So meint Willy, dass sie den richtigen Köder bräuchten. Im Park entdecken sie auch schon bald einen verdächtigen Kleintransporter, aber die beiden Männer scheinen an Willy als Mischling nicht interessiert zu sein. Zumindest hat sich Natalie das Autokennzeichen aufgeschrieben und so können sie mit Willys Hilfe sogar deren Adresse herausfinden. In der dortigen Lagerhalle stehen jede Menge Käfige mit Hunden, aber die Ganoven passen gut auf und sperren Willy sogleich ein, als sie ihn entdecken. Nun müssen Natalie und Dennis handeln, denn die Verladung der Käfige beginnt bereits. Während Dennis den Ganoven die Luft aus den Reifen lässt, sucht Natalie das nächste Telefon und ruft die Polizei. Als Natalie dann schon mal die Hunde aus ihren Käfigen befreit und sich die Ganoven vor den wütenden Hunden selbst in einen Käfig flüchten, braucht die Polizei die Bande nur noch abzutransportieren. Natalies Eltern sind glücklich sowohl ihren Lord als auch Natalie wieder zu haben. Dennis darf nun auch jederzeit bei den Brunners zu Besuch kommen und für Willy Wuff brechen ein paar unbeschwerte Tage mit Lord an, bis der Streuner sich irgendwann entschließt, wieder seiner Wege zu ziehen.

## Hintergrund
Produziert wurde der Fernsehfilm von der Bavaria Film im Auftrag von RTL. Wie in den vorigen Teilen war Alf-Sprecher Tommi Piper die Stimme von Willy Wuff. Der Komponist der Filmmusik Chris Walden spielt im Film eine Nebenrolle als Straßenmusikant. Am 5. Juni 1995 wurde der Film erstmals von RTL im deutschen Fernsehen gezeigt.

## Kritiken
TV Spielfilm vergab eine mittlere Wertung (Daumen gerade) und schrieb recht nüchtern: „Vier Pfoten und nur wenig Biss.“